# Les Bâties
Les Bâties ist eine französische Gemeinde im Département Haute-Saône in der Region Bourgogne-Franche-Comté.

## Geographie
Les Bâties liegt auf einer Höhe von 222 m über dem Meeresspiegel, fünf Kilometer südsüdöstlich von Fresne-Saint-Mamès und etwa 32 Kilometer nordnordwestlich der Stadt Besançon (Luftlinie). Das Dorf erstreckt sich im Südwesten des Départements, im Saônebecken, in der Talniederung der Jouanne zwischen den Wäldern von Saint-Gand im Westen und dem Bois de l’Abbaye im Osten.
Die Fläche des 7,56 km² großen Gemeindegebiets umfasst einen Abschnitt der leicht gewellten Landschaft südöstlich der Saône. Der zentrale Teil des Gebietes wird von Süden nach Norden von der Niederung der Jouanne durchquert, die für die Entwässerung nach Norden zur Romaine sorgt. Flankiert wird die Niederung auf beiden Seiten von einem Plateau, das durchschnittlich auf 240 m liegt. Geologisch zählt es zum Saônebecken und ist aus tertiären Ablagerungen aufgebaut. Während die Talniederung und die angrenzenden Gebiete landwirtschaftlich genutzt werden, ist das Plateau überwiegend mit Wald bedeckt. Im Osten reicht das Gemeindeareal in den Bois de l’Abbaye, im Norden in den Bois de Talmay. Mit 253 m wird hier die höchste Erhebung von Les Bâties erreicht.
Die Gemeinde setzt sich aus mehreren Ortsteilen zusammen, die sich alle im Tal der Jouanne gruppieren:
- Les Grandes Bâties
- Les Petites Bâties
- Le Fourneau
- La Gatinerie

Nachbargemeinden von Les Bâties sind Vezet im Norden, Fretigney-et-Velloreille im Osten, Vaux-le-Moncelot und Frasne-le-Château im Süden sowie La Vernotte im Westen.

## Geschichte
Überreste einer Pflasterstraße aus der Römerzeit weisen auf eine frühe Begehung und vermutlich auch Besiedlung des Gemeindegebietes hin. Im Mittelalter gehörte das Gebiet von Les Bâties zur Freigrafschaft Burgund und darin zum Gebiet des Bailliage d’Amont. Erstmals urkundlich erwähnt wird der Ort jedoch erst im Jahr 1614. Er war damals Teil der Vogtei Gray. Zusammen mit der Franche-Comté gelangte Les Bâties mit dem Frieden von Nimwegen 1678 definitiv an Frankreich. Seit 2007 ist Les Bâties Mitglied des 20 Ortschaften umfassenden Gemeindeverbandes Communauté de communes des Monts de Gy.

## Bevölkerung
| Jahr                       | 1962 | 1968 | 1975 | 1982 | 1990 | 1999 | 2010 | 2018 |
| Einwohner                  | 104  | 106  | 92   | 86   | 65   | 74   | 79   | 78   |
| Quellen: Cassini und INSEE |      |      |      |      |      |      |      |      |

Mit 76 Einwohnern (1. Januar 2022) gehört Les Bâties zu den kleinsten Gemeinden des Départements Haute-Saône. Nachdem die Einwohnerzahl in der ersten Hälfte des 20. Jahrhunderts deutlich abgenommen hatte (1886 wurden noch 210 Personen gezählt), wurden seit Mitte der 1970er Jahre nur noch relativ geringe Schwankungen verzeichnet.

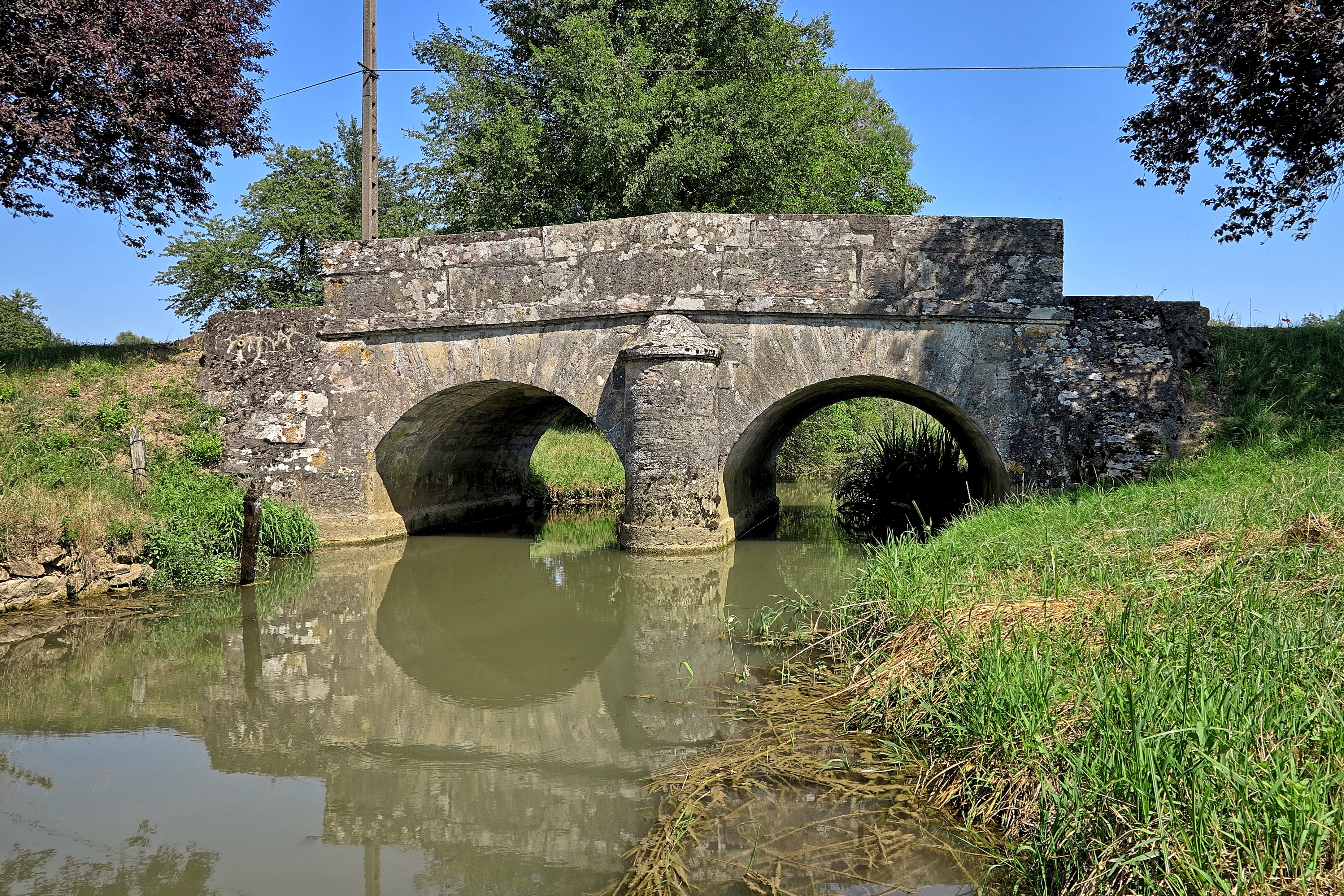
Brücke über die Jouanne

## Wirtschaft und Infrastruktur
Les Bâties war bis weit ins 20. Jahrhundert hinein ein vorwiegend durch die Landwirtschaft (Ackerbau, Obstbau und Viehzucht) und die Forstwirtschaft geprägtes Dorf. Außerhalb des primären Sektors gibt es nur wenige Arbeitsplätze im Dorf. Einige Erwerbstätige sind auch Wegpendler, die in den größeren Ortschaften der Umgebung ihrer Arbeit nachgehen.
Die Ortschaft liegt abseits der größeren Durchgangsachsen an einer Departementsstraße, die von Fresne-Saint-Mamès nach Frasne-le-Château führt. Weitere Straßenverbindungen bestehen mit Fretigney-et-Velloreille und La Vernotte.